# Mumija Abu-Džamal
Mumija Abu-Džamal (енгл. Mumia Abu-Jamal; Mumia Abu-Jamal, rođen 24. aprila 1954. kao Vesli Kuk, kasnije prešao na islam i promenio ime) je crni američki novinar i aktivista, jedan od osnivača Partije crnih pantera, koji je 9. decembra 1981. uhapšen i optužen za ubistvo policajca Danijela Foknera i osuđen na smrt. Pod velikim pritiskom svetske javnosti izvršenje kazne je više puta odloženo, a on je i dalje u zatvoru, gde nastavlja sa svojim aktivizmom objavljujući knjige. 
Zbog velikog broja nepravilnosti, mnogi smatraju da je ceo proces bio gruba policijska nameštaljka. Među nepravilnostima bili su nestanak dokaznog materijala, policijsko uznemiravanje svedoka, izmene svedočenja nekih svedoka da bi se uklopila u zvaničnu verziju i priznanje nekih svedoka da su potplaćeni od strane policije.

## Spoljašnje veze
- Freemumia.org
- Freemumia.com
- Mumia.org